# St. Georg (Röttingen)

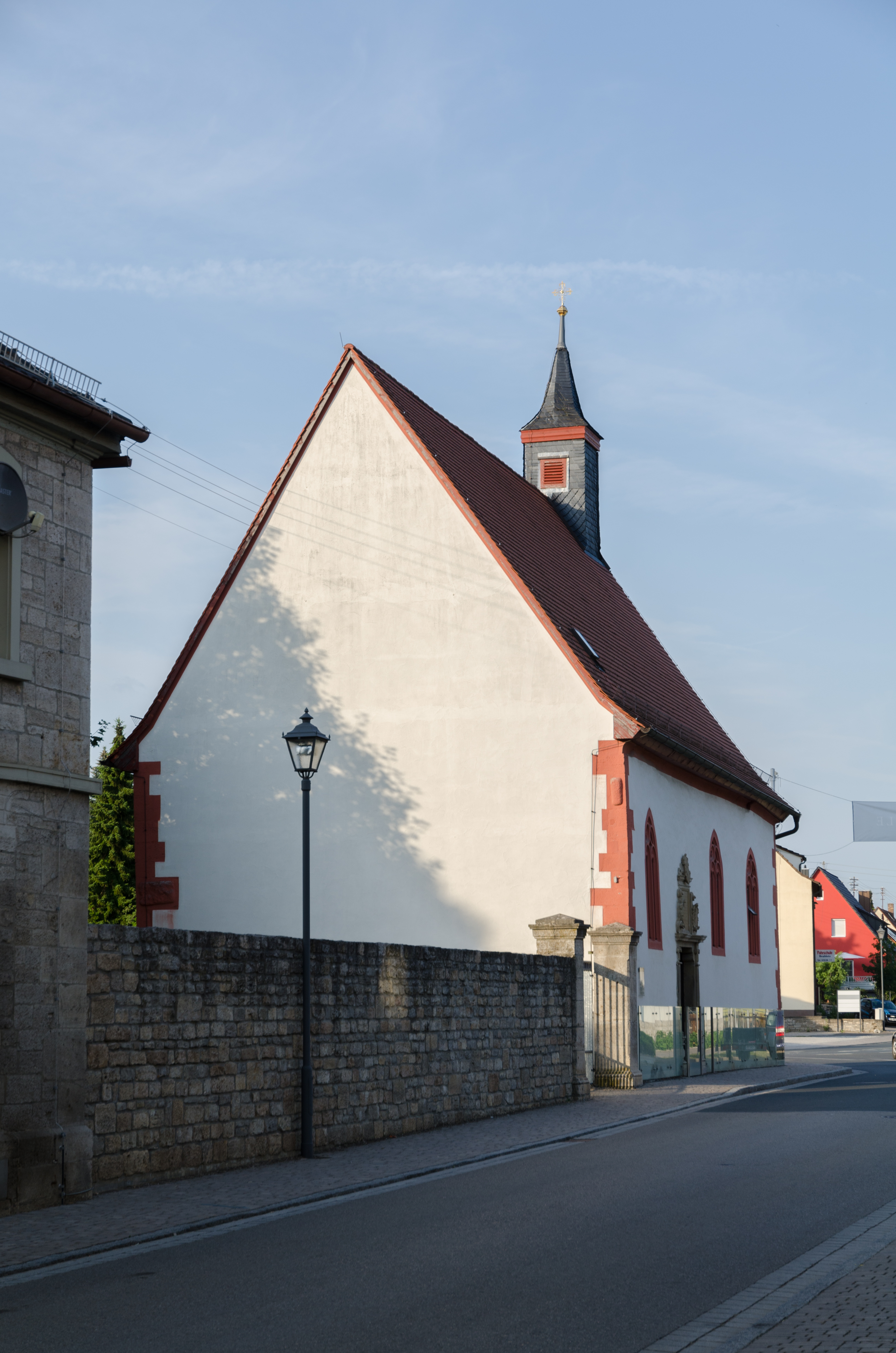
St. Georg (Röttingen)

Die römisch-katholische, denkmalgeschützte Friedhofskapelle St. Georg befindet sich in Röttingen, einer Landstadt im Landkreis Würzburg (Unterfranken, Bayern). Das Bauwerk ist unter der Denkmalnummer D-6-79-182-22 als Baudenkmal in der Bayerischen Denkmalliste eingetragen.

## Beschreibung
Die Kapelle wurde 1588–95 erbaut. Sie besteht aus einem Langhaus, aus dessen Satteldach sich im Osten ein quadratischer, schiefergedeckter Dachreiter erhebt, der mit einem achtseitigen Knickhelm bedeckt ist. Zur Kirchenausstattung gehört ein um 1680 gebauter Altar. Außerdem ist ein spätgotisches Marienbildnis zu bewundern.